# くだかまり
くだか まり（久高 麻里、1979年3月4日 -）は沖縄県で活動しているローカルタレントで、ラジオパーソナリティ、ナレーター、モデル。沖縄県立前原高等学校卒業。父は沖縄人、母はスペイン出身である。

## 出演

### ラジオ
RBCiラジオ
- MUSIC SHOWER Plus+
- 琉球通運プレゼンツ ココロほっとドライブ
- みーぱちパーチ!
- カーゴス DE ラララ in はいさい市（放送終了）
- サンデーあっちゃ〜
- 快適生活ラジオショッピング
- オリオン for Your Happy Time

ラジオ沖縄
- イブニングワイドMIX
- 乗るだけセットでGO!
- ニライカナイパラダイス

オキラジ
- くだかまりの艶色カンパニータ
- 右手でクロマニヨン左手でくだかまり

FMうるま
- くだかまりのチロンチロンぴー
- ちゃーすが就活!

### テレビ
琉球放送
- プリウス アクアカップ燃費王決定戦
- ソニーモバイルau
- 友近のこってり&ビューティーよくばり肉食女子の沖縄弾丸ツアー

沖縄テレビ
- 沖縄県高校OBチーム対抗ゴルフ大会（第1回、第2回）

### イベント
- 令和4年度秋の全国交通安全運動一日警察署長（2022年9月13日、石川警察署）

## ディスコグラフィ
- A-O-Choo!
- 週休二日